# Alejandra de Cima Aldrete
Alejandra de Cima Aldrete (Mazatlán, Sinaloa, 1 de agosto de 1972) es una filántropa mexicana conocida por haber sido una de las creadoras de la fundación Cim*ab (Asociación Mexicana contra el Cáncer de Mama A.C.), de la cual es presidenta honoraria.

## Trayectoria
Hija de Sergio de Cima y de Olivia Aldrete, tiene cinco hermanos (Olivia, Mónica, Adriana, Fernanda y Sergio). Después de terminar su educación de bachillerato, se trasladó a la Universidad Americana de París, en Francia, donde estudió historia del arte e idiomas. Obtuvo igualmente un diplomado en traducción de inglés a francés y relaciones internacionales. Durante su estancia en este país, trabajó en el servicio comercial de la Embajada de México en Francia.
Cuatro años después, viajó a Santiago de Chile para dar una exposición sobre arte contemporáneo en México. Su labor como expositora y promotora de talleres gráficos continuó en México poco después. En 2000, lanzó su sitio web redplastica.com como espacio educativo sobre el coleccionismo artístico y las artes gráficas, entre otros enfoques similares.
En 2002, cuando tenía 30 años de edad, fue diagnosticada con cáncer de mama. Tomó la iniciativa de fundar, junto con Bertha Aguilar de García (también víctima de la enfermedad), la Asociación Mexicana contra el Cáncer de Mama, también referida como fundación Cim*ab, una organización no gubernamental sin fines de lucro cuyo objetivo principal es «compartir su experiencia personal como sobrevivientes de cáncer de mama para acompañar y apoyar a las mujeres que han vivido o están viviendo este proceso» en México. Gracias a una detección oportuna, pudo curarse. También ha organizado campañas educativas para orientar a las mujeres mexicanas sobre el cáncer de mama, con tal de facilitar su diagnóstico oportuno, así como carreras, subastas de artículos, torneos deportivos y otras actividades similares enfocadas al mismo fin descrito anteriormente. De acuerdo con su página web, desde su establecimiento hasta octubre del 2011, han apoyado a más de 5000 mujeres con terapias emocionales gratuitas, además de proporcionar más de 27 900 estímulos económicos para la realización de mamografías, ultrasonidos, biopsias y cirugías, y 13,3 millones MXN hasta 2012 por concepto de equipamiento y tecnología médica para centros especializados en la detección de este tipo de cáncer. En octubre del 2009, Cim*ab obtuvo el premio Clares a la Responsabilidad Social, en la categoría de «Fundaciones sociales».

## Vida familiar
A finales de 1999, De Cima contrajo matrimonio con el empresario Emilio Azcárraga Jean, propietario de Televisa, de quien se divorció poco después de que se le diagnosticara cáncer. Vive desde finales del 2006 en Múnich, Alemania. Se casó y posteriormente se divorció del empresario alemán Olaf Petersen, con quien tiene dos hijos: Milena y Luca.